# Jean-Anne de Caylus
 (mai 2012).
Si vous disposez d'ouvrages ou d'articles de référence ou si vous connaissez des sites web de qualité traitant du thème abordé ici, merci de compléter l'article en donnant les références utiles à sa vérifiabilité et en les liant à la section « Notes et références ».
Pour les articles homonymes, voir Caylus.
Jean-Anne de Tubières de Grimoard de Pestels et Lévis, comte de Caylus, né vers 1666, mort en 1704, est un militaire français, lieutenant général des armées du roi.

## Origines
Les Caylus appartiennent par la branche cadette aux Lévis, une des plus anciennes familles de France. « Gentilhomme de grande famille, mais de petite fortune », Jean-Anne est de la seconde branche des Caylus. La branche aînée s'est éteinte en 1578, lorsque Jacques de Lévis, comte de Caylus, fut tué dans le duel des Mignons.
Caylus est orthographié Quélus par Pinard, Quaylus, Quayalus ou Cailus par Saint-Simon.

## Biographie
Jean-Anne de Caylus naît vers 1666. Il est le fils d'Henri de Tubières-Grimoard, marquis de Caylus ; et de Claude, fille du maréchal de Fabert.
Le 20 février 1684, il lève une compagnie au régiment Royal cavalerie. Le 26 septembre, cette compagnie est réformée. Caylus épouse le 14 mars 1686 Marthe Marguerite Le Valois de Villette de Mursay,. Il achète la charge de menin du Dauphin. 

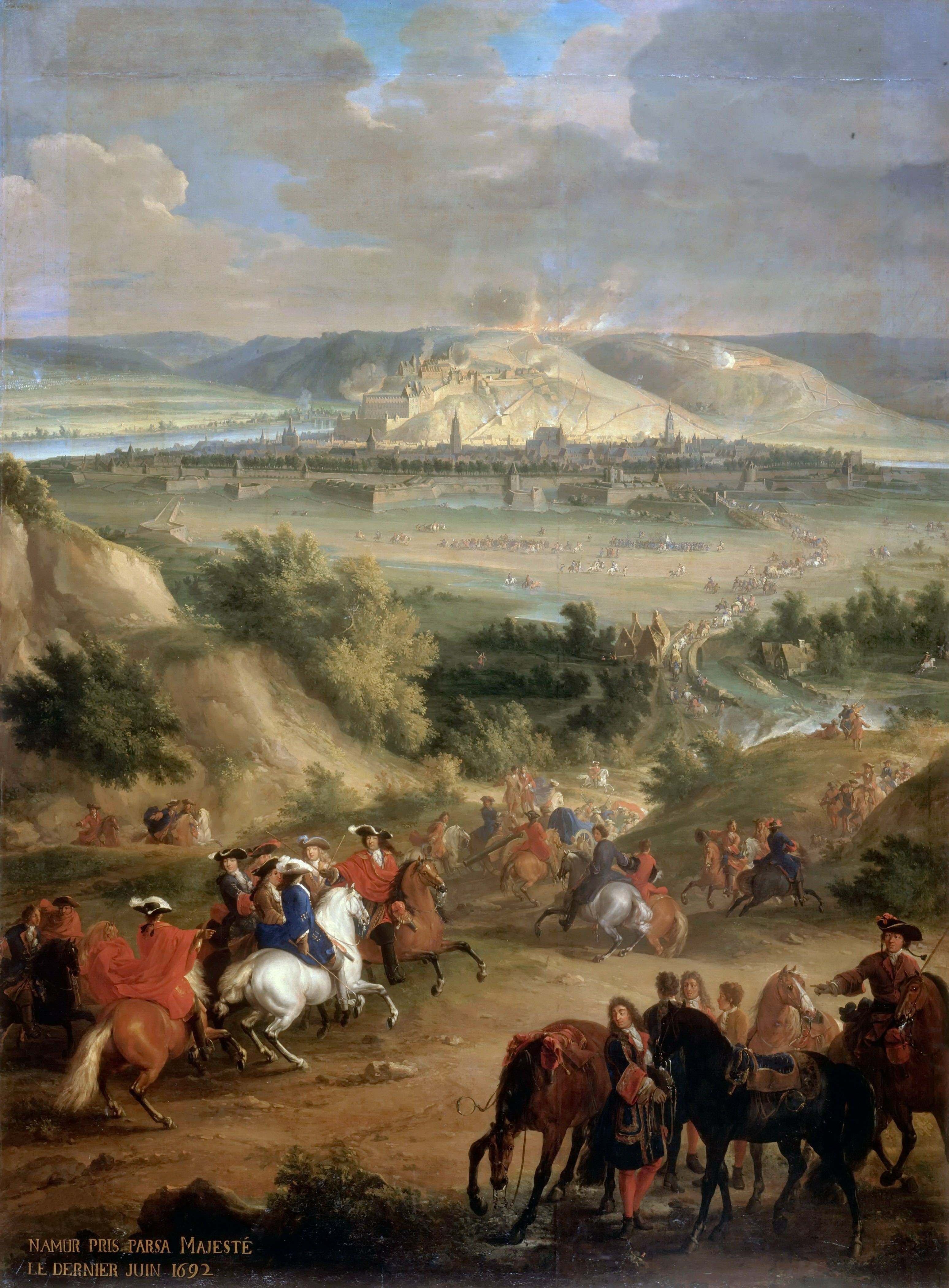
Le siège de Namur (1692).

À la veille de la guerre de la Ligue d'Augsbourg, le 16 août 1688, il obtient le régiment de Chevilly dragons, qui devient régiment de Caylus dragons. Le 10 septembre, Caylus est breveté aide de camp du Dauphin. Il le suit au siège de Philippsburg, à celui de Mannheim et à celui de Frankenthal. En 1689, à la tête de son régiment, il sert dans l'armée de Flandre sous le maréchal d'Humières. Le 25 août, il est à la bataille de Walcourt. En 1690, il sert sous le Dauphin et le maréchal de Lorges dans l'armée d'Allemagne. En 1691, il sert sous le maréchal de Lorges. En 1692, il combat à la prise de Namur et de son château, et à la bataille de Steinkerque.

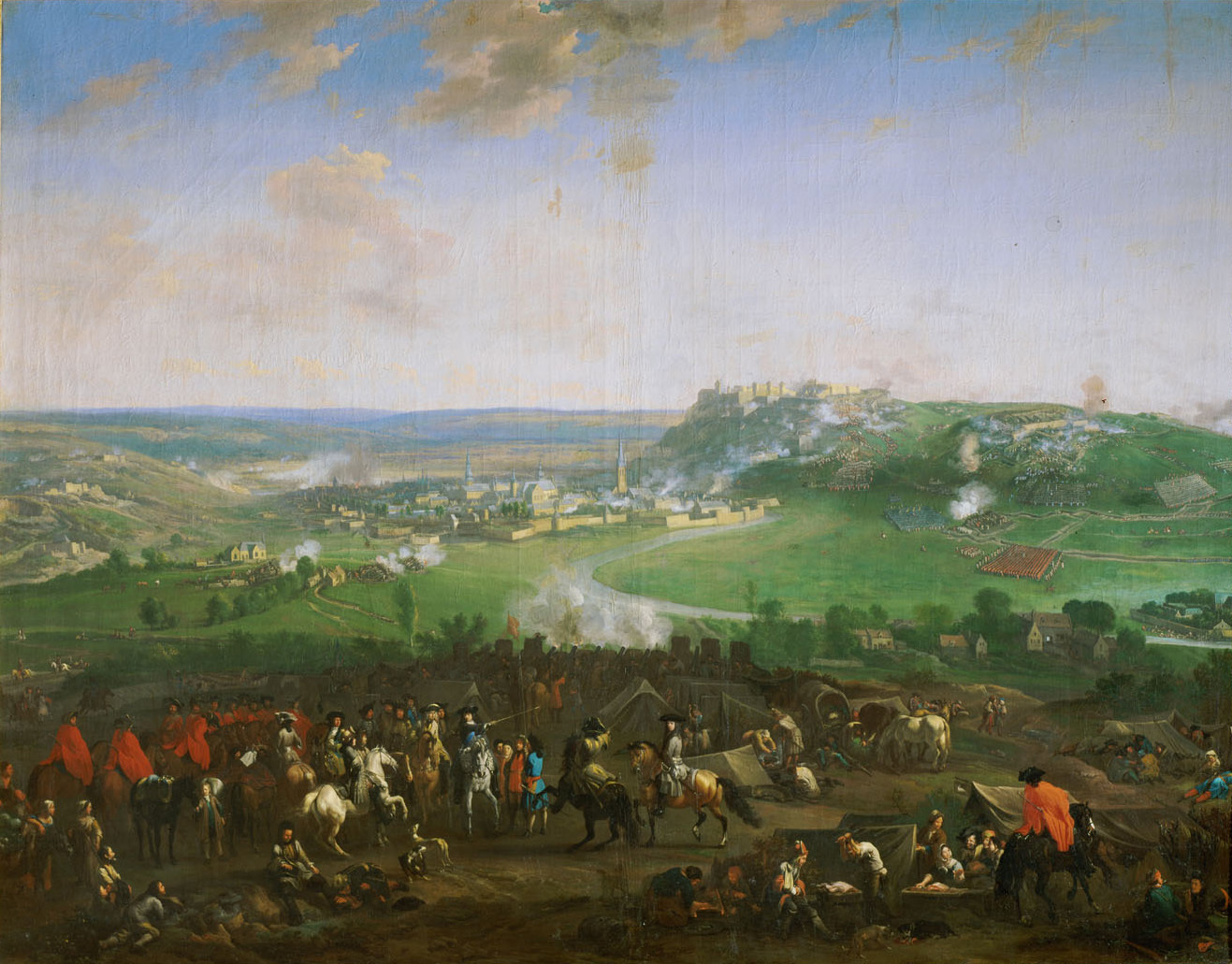
Namur assiégée par Guillaume d'Orange en 1695.

Le 30 mars 1693, il est promu brigadier. Servant à l'armée de Flandre sous le maréchal de Luxembourg, il est à la bataille de Neerwinden. En 1695, sous le maréchal de Boufflers, il participe à la défense de Namur, où il se distingue. Le 28 septembre, il est fait maréchal de camp. En avril 1696, il se démet de son régiment. En 1696 et 1697, il sert à l'armée du Rhin sous le maréchal de Choiseul.
En 1701, dans les prémices de la guerre de Succession d'Espagne, Caylus est à l'armée de Flandre, sous le maréchal de Boufflers. Il commande à Diest pendant l'hiver. À partir d'avril 1702, il est à l'armée de Flandre sous le duc de Bourgogne. Le 11 juin, il contribue à la victoire remportée sur les Néerlandais, qui se retirent sous Nimègue,. Il commande à Diest pendant l'hiver. Le 23 décembre, il est promu lieutenant général des armées du roi.
Le 14 février 1703, il lève une compagnie de cent volontaires à pied. Il sert à l'armée de Flandre, sous les maréchaux de Villeroy et de Boufflers. Il est à la bataille d'Ekeren. En 1704, il sert en Flandre sous le maréchal de Villeroy. Il meurt à Bruxelles, début novembre.

## Portrait
Saint-Simon en trace un dur portrait. Selon lui, Caylus, usé par l'alcool, « hébété depuis plusieurs années de vin et d'eau-de-vie, était tenu à servir hiver et été sur la frontière, pour qu'il n'approchât ni de sa femme, ni de la cour. Lui aussi ne demandait pas mieux pourvu qu'il fût toujours ivre. Sa mort fut donc une délivrance dont sa femme ni ses plus proches ne se contraignirent pas de la trouver telle. »

## Famille

### Fratrie
Jean-Anne de Caylus a deux frères et une sœur :
- Daniel-Charles-Gabriel[14], dit Charles (1669-1754), janséniste, évêque d'Auxerre de 1704 à sa mort ;
- Claude Abraham (es) (1672-1760), chevalier, puis marquis de Caylus[15], chevalier de la Toison d'or (1716)[16],[15], gouverneur de Galice (1722)[17], vice-roi du Pérou et capitaine général (1734)[18], duc et grand d'Espagne de première classe (1742)[15], vice-roi de Valence[19],[20] ;
- Marie-Charlotte, épouse de Joseph Robert, marquis de Lignerac, morte en 1741[13].

### Mariage et descendance
Jean-Anne de Caylus épouse le 14 mars 1686 Marthe Marguerite Le Valois de Villette de Mursay,, « nièce » (en réalité petite-cousine) de madame de Maintenon, décrite par Saint-Simon comme volage, mais gracieuse, fraîche et spirituelle.
De ce mariage naissent :
- Anne-Claude-Philippe de Caylus (1692-1765), collectionneur, antiquaire (au sens ancien), voyageur, écrivain, graveur[13],[21] ;
- Charles, marquis de Caylus (vers 1698-1750), chef d'escadre des armées navales du roi, gouverneur de la Martinique, gouverneur et lieutenant général des Isles du Vent[13].